# Günther Enderlein
Günther Enderlein (Leipzig, 7 de julio de 1872-Wentdorf, Hamburgo, 11 de agosto de 1968) fue un zoólogo, entomólogo y algólogo alemán. También fue fabricante de productos farmacéuticos cerca de Hamburgo.
Enderlein consiguió su fama internacional debido a su investigación sobre los insectos, pero en Alemania fue famoso debido a su concepto de pleomorfismo de los microorganismos y sus hipótesis sobre los orígenes de cáncer, basado en el trabajo anterior de otros científicos. Sus hipótesis sobre el pleomorfismo y cáncer han sido refutados por la ciencia y en la actualidad tienen solo importancia histórica.

## Biografía
Fue hijo de un maestro. Estudió en Leipzig y en Berlín, donde en 1898 consiguió su PhD como zoólogo. Primero trabajó como ayudante en el Museo Zoológico de Berlín, y fue después a Szczecin (en Polonia, en ese momento pertenecía a Alemania). Durante la Primera Guerra Mundial (1914-1918), a pesar de ser un biólogo, tuvo que trabajar como cirujano militar, en virtud que no había médicos disponibles en ese momento. En 1916 publicó un artículo sobre la fiebre manchada.
En 1919 regresó a Berlín, donde permaneció hasta 1937. En 1924 empezó a trabajar como profesor. Desde 1933 fue gerente de producción en una compañía farmacéutica pequeña: Sanum (después Sanum-Kehlbeck), en Berlín.
En 1944 fundó en Berlín su propia empresa farmacéutica, IBICA, que después transfirió a Hamburgo. En 1975 ―después de su muerte―, su empresa IBICA fue absorbida por Sanum para formar Sanum-Kehlbeck, que aún está activa en la actualidad.
Publicó un periódico llamado Akmon.
De su trabajo científico y sus teorías sobre los pleomorfismo y orígenes de enfermedades, publicó más de 500 artículos científicos, principalmente sobre los insectos. Trabajó en la taxonomía y sistemática de muchas familias de insectos. Muchos insectos fueron descritos y llevan su nombre en su honor. Su manera de distinción por características morfológicas externas lo llevó a algunas disputas dentro de la comunidad científica de su tiempo.
Enderlein estaba principalmente interesado en los Simuliidae (una familia de Diptera).
Causó mucha repercusión la publicación de sus hipótesis sobre un pleomorfismo de microorganismos. El concepto de pleomorfismo era bastante polémico al final del siglo XIX y al principio del siglo XX. Al final se impuso el concepto del monomorfismo del zoólogo francés Louis Pasteur.
- La abreviatura «Enderlein» se emplea para indicar a Günther Enderlein como autoridad en la descripción y clasificación científica de los vegetales.[1]

## Literatura
- Bakterien-Cyclogenie. Prolegomena zu Untersuchungen über Bau, geschlechtliche und ungeschlechtliche Fortpflanzung und Entwicklung der Bakterien. Verlag Walter de Gruyter & Co., Berlin und Leipzig 1925, Neudruck: Semmelweis-Verlag, 2812 Hoya 1980.

- El-Safadi S et al. Erlaubt die Dunkelfeldmikroskopie nach Enderlein die Diagnose von Krebs? Eine prospektive Studie, Forsch Komplementärmed Klass Naturheilkd 2005;12:148-151 (DOI: 10.1159/000085212).

- Teut M et al. Reliability of Enderlein's darkfield analysis of live blood,Altern Ther Health Med. 2006 jul-ago; 12 (4): 36-41

- Löhnis, Felix. Life Cycles of the Bacteria, Preliminary Communication. J. of Agricultural Res. 7, 1916 : 675-702

- Enderlein Günther. Einige neue Erreger aus der Verwandtschaft des Diphtherie-Erregers, Sitzungsberichte der Gesellschaft naturforschender Freunde zu Berlin. Jg. 1916 : (395-400).